# Celena Mondie-Milner
Celena Mondie-Milner, ameriška atletinja, * 6. avgust 1968, Milledgeville, Georgia, ZDA.
Ni nastopila na poletnih olimpijskih igrah. Na svetovnih prvenstvih je osvojila naslov prvakinje v štafeti 4×100 m leta 1995.